# 田村隆顯
田村隆顯（生年不詳－1574年9月20日）是陸奥國的戰國大名。父親是田村義顯。兒子有田村清顯。

## 生平
當時的田村氏被相馬氏、岩城氏、佐竹氏、蘆名氏等諸多大名包圍著，因此立場相當困難，不過隆顯迎伊達稙宗的女兒為妻，於是得到伊達軍的援助而保著田村氏的命脈。在天文之亂中屬於稙宗派。天文16年（1547年），與同樣是稙宗派的蘆名盛氏產生不和，於是盛氏轉為晴宗派，在天文之亂終結後的天文18年（1549年）迎稙宗派的相馬顯胤女兒（盛胤的妹妹）為嫡男清顯的正室，於是與相馬家結成和平關係並斷絕後顧之憂。在天正2年（1574年9月6日）死去。

## 人物
- 外交戰略優秀的人物，不單只與伊達氏建立關係，在永祿3年（1560年）與佐竹氏聯手進攻蘆名氏，在元龜3年（1572年）被佐竹氏進攻時則與蘆名氏聯手撃退佐竹氏。